# Ilija Wełczew
Ilija Krystew Wełczew (bułg. Илия Кръстев Велчев, ur. 25 stycznia 1925) – bułgarski kolarz.
Reprezentant Bułgarii na Letnich Igrzyskach Olimpijskich 1952 w Helsinkach. Na igrzyskach uczestniczył w wyścigu indywidualnym ze startu wspólnego, którego nie ukończył i w jeździe drużynowej na 4000 metrów, w której był 16.
W latach 1948–1956 brał udział w Wyścigu Pokoju.